# Le Chalet

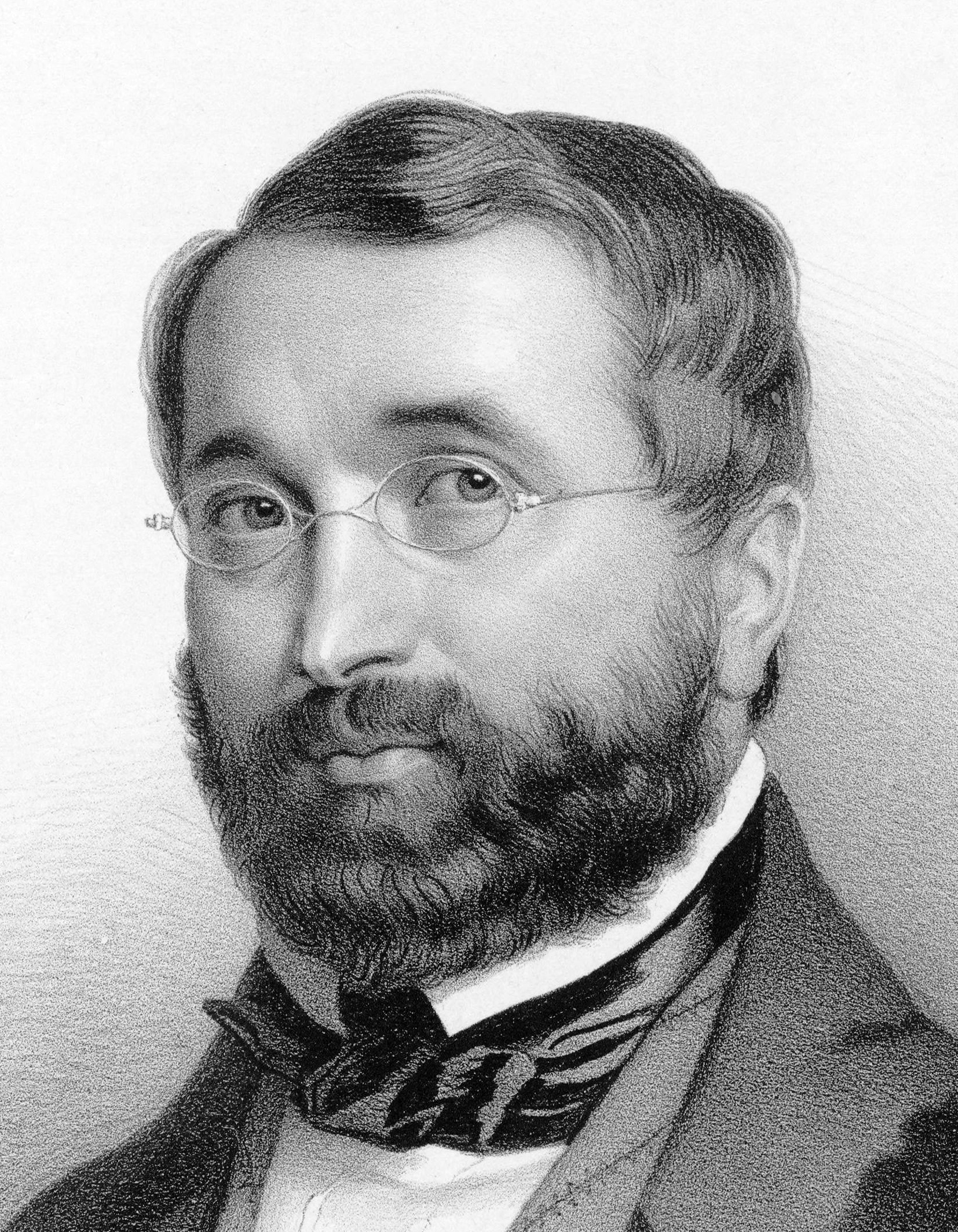
Adolphe Adam

Le Chalet (Alp-Hyddan) är en fransk opéra comique i en akt med musik av Adolphe Adam och libretto av Eugène Scribe och Mélesville efter Goethes sångspel Jery und Bätely (1780). Adam återanvände material från sin vinnande kantat i Prix de Rome Ariane a Naxos (1825). Texten till sångspelet hade tidigare tonsatts av Peter Winter, 1790, Johann Friedrich Reichardt, 1801 och Conradin Kreutzer, 1810, samt senare av Donizetti, 1836, Julius Rietz, 1841, Heinrich Stihl, 1867 och Ingeborg Bronsart, 1873.

## Historia
Den franske tonsättaren Boieldieu (med endast en månad kvar att leva) sa att han gärna hade skrivit operan själv. I Paris blev verket till och med populärare än Postiljonen från Lonjumeau och spelades över 1000 gånger under 1800-talet. Operans kanske mest kända aria är Max sång "Arrêtons-nous ici!". Premiären skedde den 25 september 1834 på Salle de la Bourse i Paris. Svensk premiär 28 april 1837 på Gustavianska operahuset i Stockholm där den framfördes 148 gånger fram till 1898. Texten översattes till svenska av Bernhard Crusell.

## Personer
| Roller                                    | Stämma     | Premiärbesättning 25 september 1834 (Dirigent: Henri Valentino) | Svensk premiärbesättning 28 april 1837 (Dirigent: - ) |
| ----------------------------------------- | ---------- | --------------------------------------------------------------- | ----------------------------------------------------- |
| Daniel, en ung bonde                      | tenor      | Joseph-Antoine-Charles Couderc                                  | Per Sällström                                         |
| Max, soldat i schweiziska armén           | basbaryton | Inchindi (Jean-François Hennekindt)                             | Herr L. Kinmanson                                     |
| Bettly, Max syster                        | sopran     | Félicité Pradher, née More                                      | Fru F. Hjortsberg                                     |
| Soldater, unga män och kvinnor från dalen | kör        |                                                                 |                                                       |

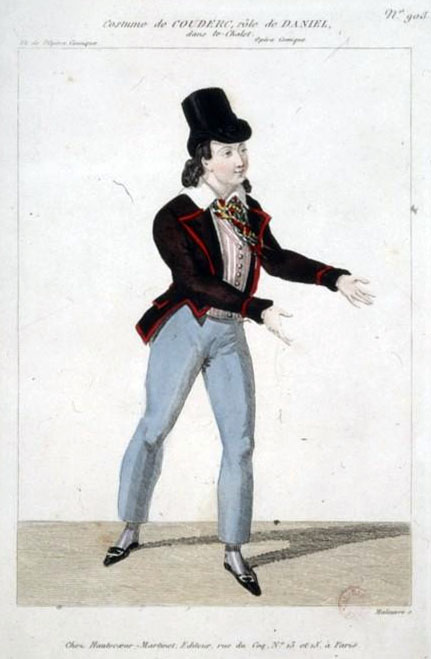
Kostymskiss till Daniel.
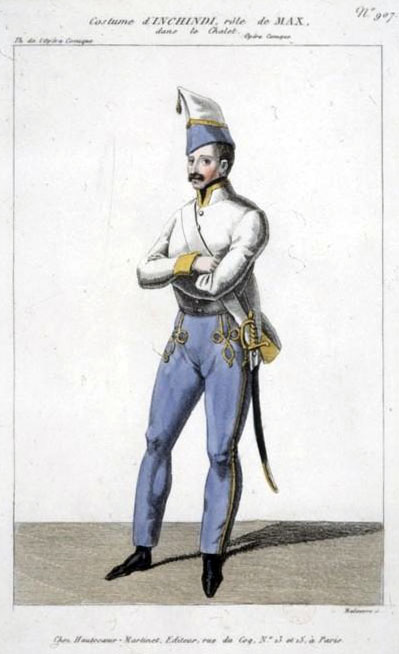
Kostymskiss till Max.
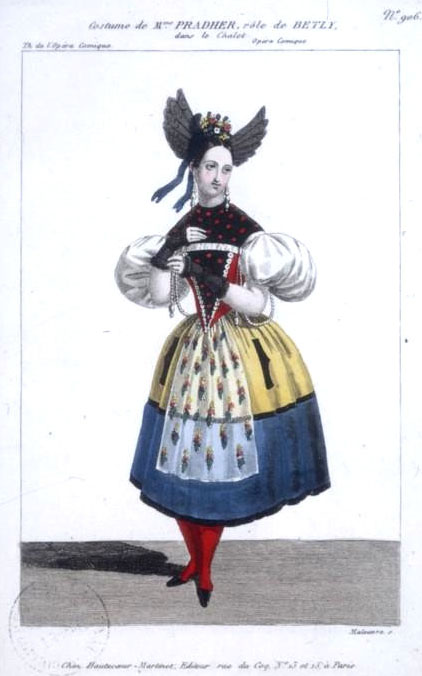
Kostymskiss till Bettly.

## Handling
I en alphydda i Appenzell i Schweiz.
Daniel är förälskad i Bettly och bjuder in alla vänner till en bröllopsmiddag. Han läser hennes brev i vilket hon erkänner sin kärlek för honom. Bettly kommer in och berättat att hennes bror Max har varit soldat i 15 år nu. Daniel visar brevet men då Bettly inte kan skriva visar de sig att hennes vänner har spelat Daniel ett spratt. Daniel blir rasande då han redan har ordnat allt inför bröllopet men Bettly säger att hon inte behöver någon man. Militärtrupper hörs utanför och Daniel bjuder in dem. Ingen känner igen Max som sjunger om hur glad han är att vara hemma igen. Daniel vill också bli soldat. Max döljer sin identitet för systern och säger att regementet ska bo i alphyddan i två veckor. Daniel lovar Bettly att stanna kvar tills soldaterna har givit sig iväg. Han kurar ihop sig i en fåtölj och somnar.
Max låtsas vara berusad och Bettly skriker på hjälp. Daniel vaknar och utmanar Max på duell. Bettly blir imponerad av Daniels mod och försöker hindra duellen. Hon råkar få syn på Daniels äktenskapscertifikat och skriver snabbt under. Hon viskar till Daniel att det bara är en fint, utan broderns signatur är papperet inte giltigt. Men Max har i smyg signerat kontraktet och lurat dem båda att gifta sig. Allt slutar därmed lyckligt.

## Musiknummer
Listan över musiknummer bygger på Tallandiers klaverutdrag för sång. Ett tidigare klaverutdrag publicerades av Schonenberger. En partiturkopia förvaras i Bibliothèque-Musée de l'Opéra National de Paris (hylla F. 2736).
Ouvertyr
1. Introduction et Chorus (sopraner 1 & 2, tenorer, basar) "Déjà dans la plaine"
2. Air (Daniel) "Elle est à moi! C'est ma compagne"
3. Couplets (Bettly) "Dans ce modeste et simple asile"
4. Air (Max) "Arrêtons-nous ici!"
5. Ensemble (Max, Bettly, tenorer 1 & 2, basar) "Par cet étroit sentier"
6. Couplet med kör (Max, tenorer 1 & 2, basar, en soldat) "Dans le service de l'Autriche"
(cont.) Ensemble (Bettly, Max, tenors 1 & 2, basses) "Malgré moi je frissonne"
7. Duo (Bettly, Daniel) "Prêt à quitter ceux que l'on aime"
8. Duo (Max, Daniel) "Il faut me céder ta maitresse"
9. Romance (Daniel, Bettly) "Adieu vous que j'ai tant chérie"
10. Trio et Finale (Daniel, Max, Bettly, kör) "Soutiens mon bras"